# چرنا سکالا
چرنا سکالا (به بلغاری: Cherna skala) یک منطقهٔ مسکونی در بلغارستان است که در شهرستان کاردژالی واقع شده‌است.